# Djenné-Djenno
Djenné-Djenno es un yacimiento arqueológico a 3 km de la ciudad de Djenné, Malí, considerado como uno de los núcleos urbanos más antiguos del África subsahariana. Las excavaciones arqueológicas realizadas por Susan y Roderick McIntosh en 1977, 1981 y luego en 1994 datan el inicio de la cultura Djenné-Djenno en el siglo III a. C., aunque, posiblemente, sea mucho anterior. El yacimiento se mantuvo poblado hasta el siglo XIII, cuando se trasladó gradualmente a la ciudad nueva, Djenné, probablemente como consecuencia de la llegada del Islam.
Se tiene evidencias de la producción de hierro y el uso de plantas y animales domesticados. En los primeros depósitos en las excavaciones se encontraron también semillas de arroz, sorgo, mijo y hierbas recolectadas del pantano. El hecho de haber encontrado piezas de hierro así como evidencias de su elaboración prueban a su vez la existencia del comercio, al no existir ningún indicio cercano de ese material. Además, se hallaron estatuillas de terracota diseminadas por una amplia superficie del terreno, de notable calidad.  Las figuras representan una gran variedad de posturas, de hombres, mujeres, parejas, incluso jinetes. Abundan las escarificaciones o pústulas en todas las partes del cuerpo, algunas de forma circulares y su producción se detiene con la llegada del Islam.

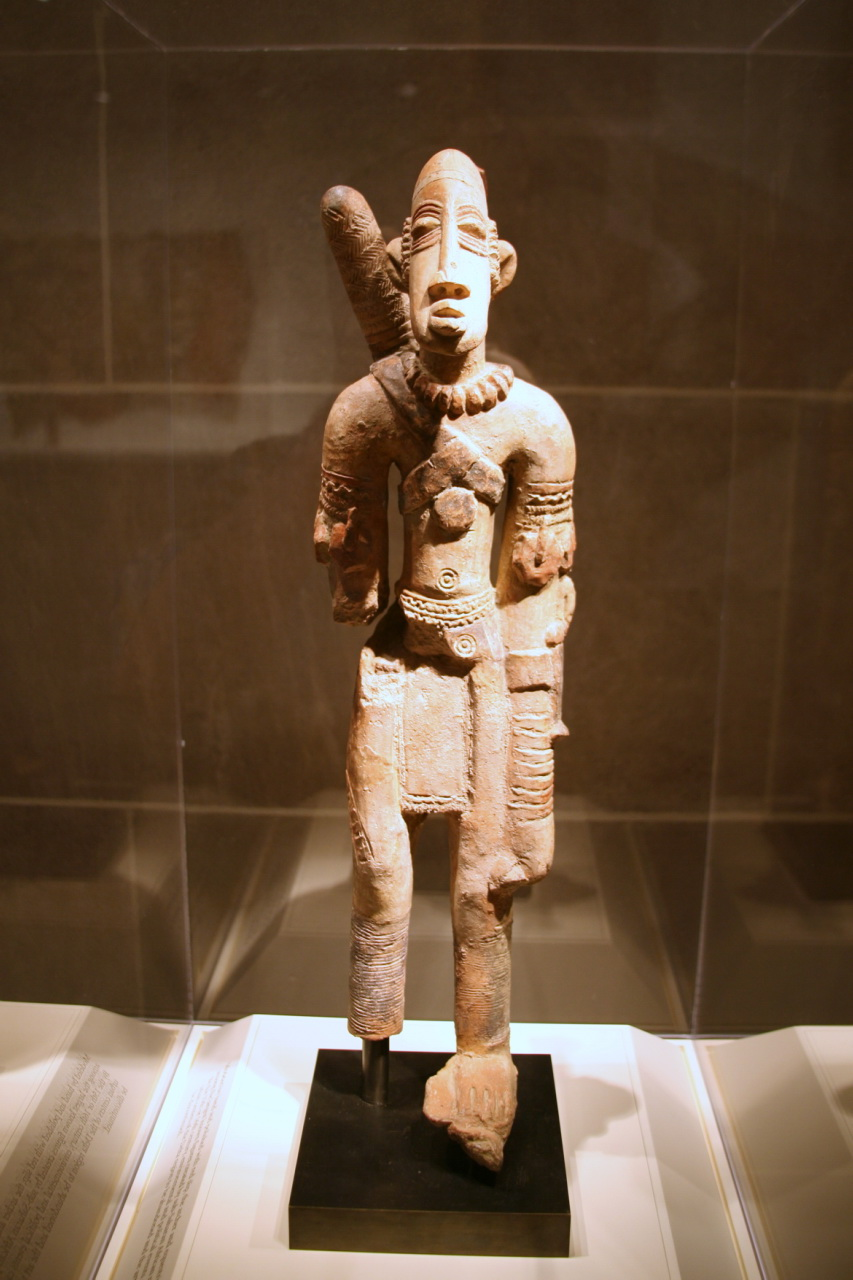
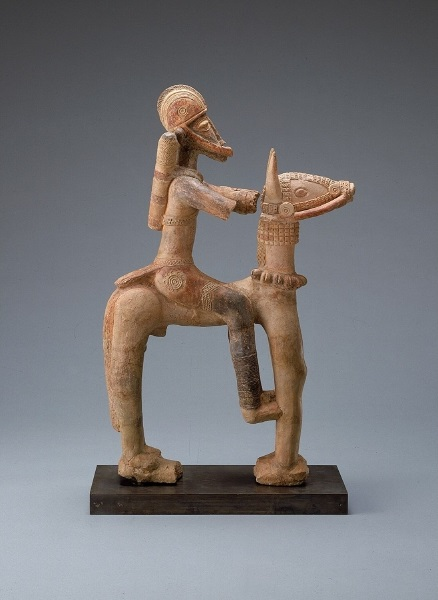
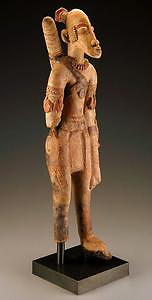
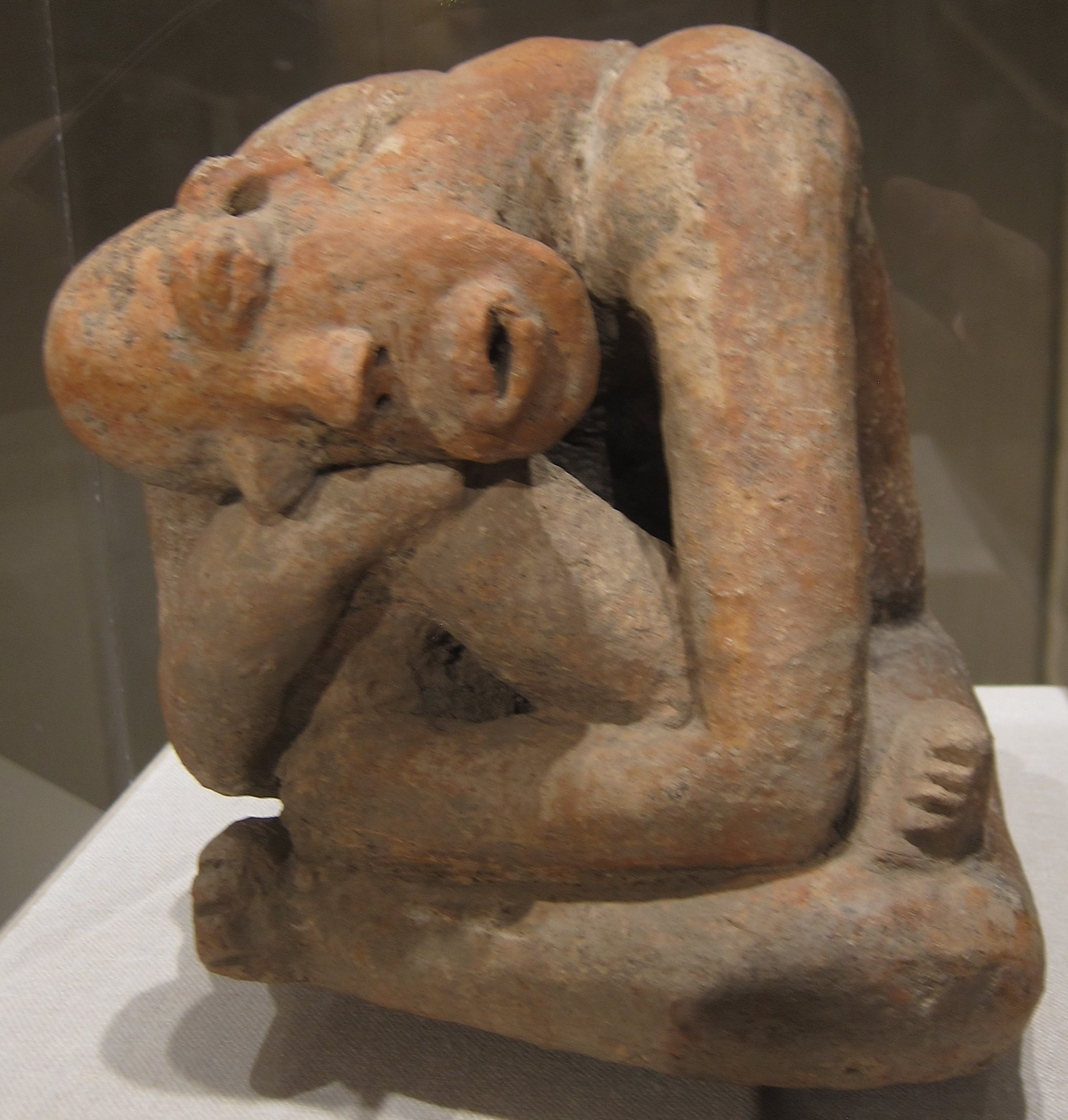
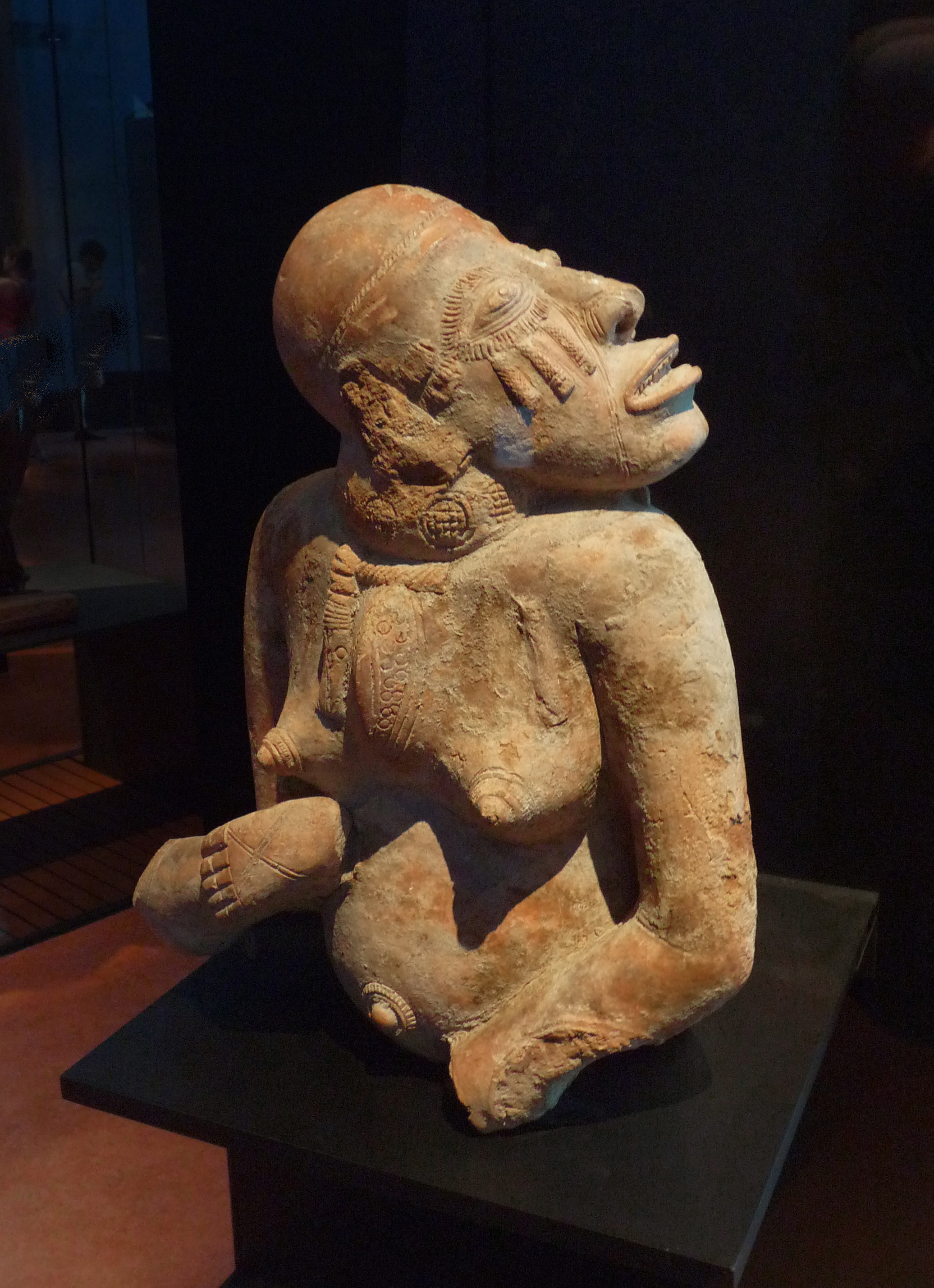
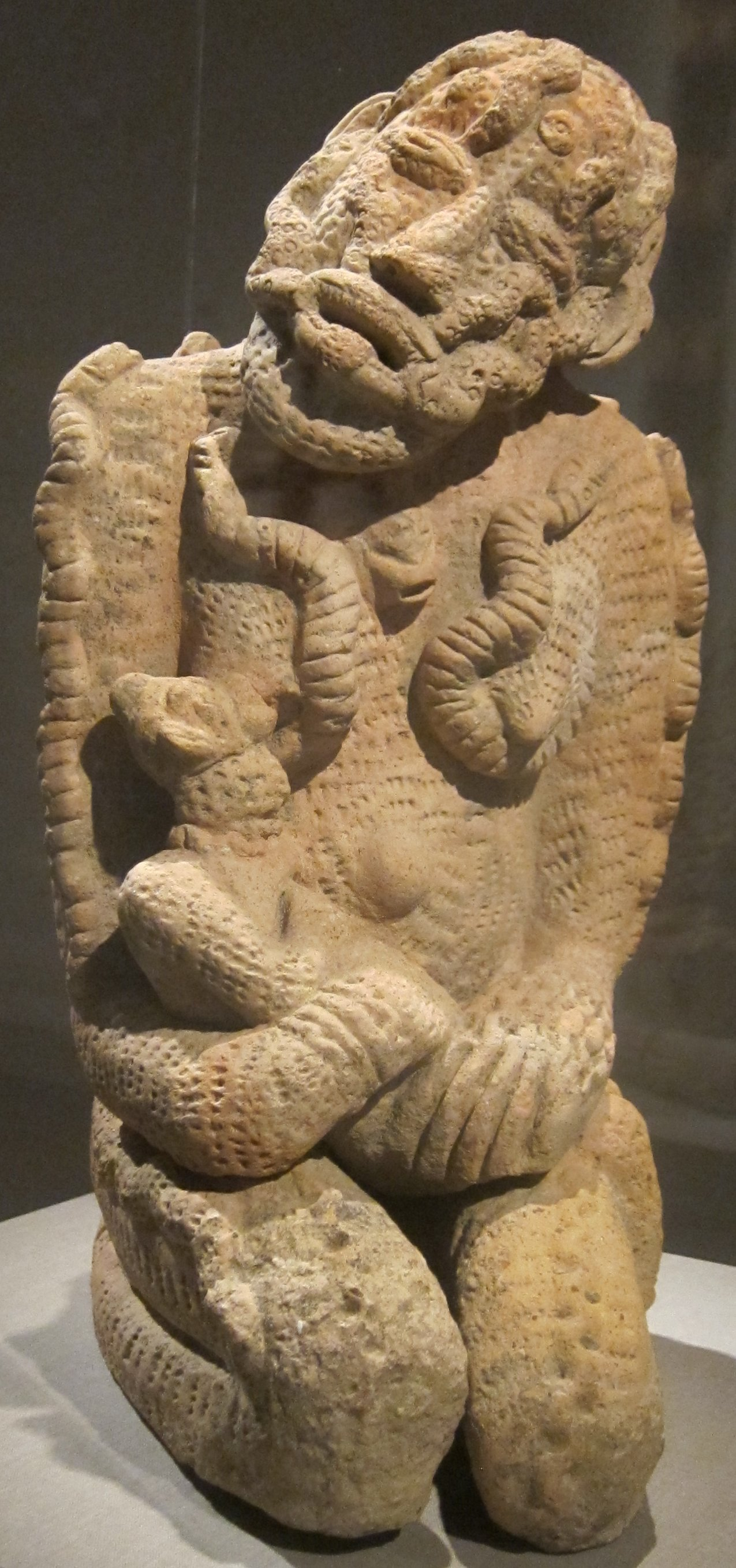